# Пушкарский сельсовет (Курская область)
Пушка́рский сельсовет — муниципальное образование со статусом сельского поселения в Кореневском районе Курской области Российской Федерации.
Административный центр — село Пушкарное.

## История
Статус и границы Пушкарского сельсовета установлены Законом Курской области от 21 октября 2004 года № 48-ЗКО «О муниципальных образованиях Курской области».
Законом Курской области от 26 апреля 2010 года № 26-ЗКО в результате объединения Пушкарского и Благодатенского сельсоветов был образован Благодетенский сельсовет. Законом Курской области от 14 декабря 2010 года № 109-ЗКО Благодатенский сельсовет переименован в Пушкарский сельсовет.

## Население
| 2002  | 2010  | 2012  | 2013  | 2014  | 2015  | 2016  |
| ----- | ----- | ----- | ----- | ----- | ----- | ----- |
| 943   | ↗1387 | ↘1333 | ↘1291 | ↘1230 | ↘1208 | ↘1199 |
| 2017  | 2018  | 2019  | 2020  | 2021  |       |       |
| ↗1211 | ↘1191 | ↘1179 | ↘1160 | ↘1108 |       |       |

## Состав сельского поселения
| №  | Населённый пункт | Тип населённого пункта       | Население |
| -- | ---------------- | ---------------------------- | --------- |
| 1  | Благодатное      | село                         | ↘451      |
| 2  | Дерюгино         | деревня                      | ↘82       |
| 3  | Дубрава          | хутор                        | ↘0        |
| 4  | Жадино           | село                         | ↗315      |
| 5  | Ковыневка        | деревня                      | ↘21       |
| 6  | Кулешовка        | деревня                      | ↘0        |
| 7  | Новоселовка      | хутор                        | ↗21       |
| 8  | Пушкарное        | село, административный центр | ↘412      |
| 9  | Пушкарожадинский | посёлок                      | ↘37       |
| 10 | Секерино         | деревня                      | ↘48       |